# Magwe-Region
Koordinaten: 20° 16′ N, 94° 47′ O
Die Magwe-Region (birmanisch မကွေးတိုင်းဒေသကြီး, BGN/PCGN: magwedaingdethagyi, bis 2008 Magwe-Division), auch Magway geschrieben, ist eine der 15 Verwaltungseinheiten von Myanmar (Birma).

## Geographie
Magwe liegt zwischen der Sagaing-Region im Norden, der Mandalay-Region im Osten, der Bago-Region im Süden und den Staaten Arakan (Rakhaing) und Chin im Westen zwischen 18° 50' und 22° 47' nördlicher Breite und 93° 47' und 95° 55' östlicher Länge. Mit einer Fläche von 44.820,58 km² ist die Magwe-Region die drittgrößte Region nach der Sagaing- und der Bago-Region, und unter allen Staaten und Regionen von Myanmar belegt sie den fünften Rang.
Magwe liegt im Zentralbecken des Irawadi, der, von Sagaing kommend, im Nordosten nach der Vereinigung mit dem Chindwin zunächst bis nahe der Stadt Chauk die Grenze zur benachbarten Mandalay-Region bildet und danach die Magwe-Region in südlicher Richtung durchfließt und sie hierdurch ziemlich genau in eine Ost- und Westhälfte teilt.
Den überwiegenden Teil nehmen ausgedehnte Ebenen ein, die der Irawadi im Laufe von Jahrmillionen geschaffen hat. Nach Westen bildet die Arakan-Yoma-Gebirgskette mit Erhebungen bis knapp über 3000 m eine natürliche Grenze zum Arakan- und Chin-Staat, im Osten begrenzen die Hügel der Bago Yomas mit Höhen bis zu 500 m die Region zur Mandalay-Region.

## Bevölkerung
Die Bevölkerung betrug Anfang 2005 5.118.000. 96,7 % gehören der Volksgruppe der Birmanen (Bamar) an, 2,4 % den Chin, 0,1 % sind Arakanesen (Rakhaing). Die verbleibenden 0,8 % teilen sich Karen, Shan und andere. 2014 ermittelte der Zensus eine Einwohnerzahl von 3.917.055 Personen. Der Anteil der ruralen Bevölkerung belief sich auf 85 %.
Der überwiegende Teil der Bewohner sind Buddhisten (98,9 %), 0,4 % Christen, 0,3 % Muslime und 0,1 % Hindu.

## Klima
Die Arakan-Yoma-Gebirgskette im Westen verhindert ausgiebige Niederschläge. Der überwiegende Teil der Magwe-Region liegt in der Trockenzone und verfügt über Steppenklima – heiß in der warmen Jahreszeit und relativ kalt in der kalten. Die Durchschnittstemperatur im April, dem heißesten Monat, liegt bei 32 °C und kann auf bis über 43 °C ansteigen. Der Durchschnitt im kühlsten Monat Januar liegt bei 21 °C mit Tiefsttemperaturen bis zu 10 °C.

## Verwaltung
Die Magwe-Region ist aufgeteilt in die Distrikte  Magwe, Minbu, Thayet, Pakokku und Gangaw, welche 25 Gemeinden und 1696 Gemeindebezirke umfassen. Die Hauptstadt trägt wie die Region den Namen Magwe, ihre geschätzte Einwohnerzahl betrug am 1. Januar 2005 96.966. Weitere Städte sind Pakokku im Nordosten (126.954 Einwohner), Yenangyaung, zwischen Chauk und Magwe, (110.567), Thayetmyo im Süden (98.197), Chauk am westlichsten Zipfel der Mandalay-Region (90.882) und Taungdwingyi, südöstlich von Magwe, (70.103). Die Stadt Natmauk, etwa 50 km nordöstlich der Hauptstadt Magwe, ist der Geburtsort des Begründers der Unabhängigkeit Birmas von Großbritannien, General Aung San.

## Wirtschaft
In erster Linie werden in der Magwe-Region Erdöl und Erdgas gefördert. Der tägliche Ausstoß der Ölfelder in Mann, Yenangyaung, Chauk, Kyauk-khwet, Letpando und Ayadaw liegt bei über 8000 Barrel und damit an der Spitze in ganz Birma. Erdgas wird in Pay-ye nahe der Stadt Thayetmyo gefördert.
Weitere Industriezweige von Bedeutung sind Baumwoll-Webereien, Tabakanbau, Eisen- und Bronze-Gewinnung, Zementherstellung und der Ackerbau.
Magwe erzeugt in großem Maßstab Speiseöl aus Erdnuss- und Sesamanbau und hat daher den inoffiziellen Titel als 'Ölkanne' Birmas. Weitere Erzeugnisse sind Hirse, Mais, Sonnenblumen und Hülsenfrüchte, daneben noch Chili, Zwiebeln und Kartoffeln, sowie dank künstlicher Bewässerung Reis.
Außerdem werden der Indische Holzapfel oder Thanaka-Baum (Limonia acidissima, Feronia elephantum), und Phangar, eine Steinfrucht, die unter dem Namen Haritaki (Terminalia chebula Retz.) in der ayurvedischen Medizin verwendet wird, kultiviert. Die Rinde des Thanaka-Baums wird für die Herstellung von Thanaka verwendet, einer weißlich-gelben Paste, die als Kosmetikum auf die Haut aufgetragen wird.
Von untergeordneter Bedeutung in der Magwe-Region ist der Tourismus.

## Geschichte
Im Jahre 1978 entdeckten birmanische Archäologen im Gebiet von Pondaung an der Grenze zur Sagaing-Division im Nordosten Überreste von vorzeitlichen Primaten, deren Alter auf 40 Millionen Jahre geschätzt wird. Es soll sich um ein Tier von der Größe eines kleinen Affen gehandelt haben. Die Spezies erhielt den Namen Bahinia pondaungensis, ein Verweis auf den Fundort nahe dem Dorf Bah-in.
Für die Archäologie war der Fund insofern wertvoll, als er frühere Funde in China eindeutig den Primaten zuzuordnen gestattete. War man bislang davon ausgegangen, der Ursprung des Menschen liege auf dem afrikanischen Kontinent, so musste nun erwogen werden, diesen in Asien zu suchen. Nach weiteren Pondaung-Expeditionen stellte das Militärregime in Rangun ab dem Jahre 1997 den Fund als Beweis dafür dar, dass die Wiege der Menschheit in Birma gelegen sei.
Ausgrabungen nahe der Stadt Taungdwingyi Ende der 1950er-Jahre förderten die Überreste des antiken Stadtstaats Beikthano zu Tage. Die archäologischen Erkenntnisse kommen zu dem Schluss, dass hier in den ersten 5 Jahrhunderten n. Chr. die Zivilisation der Pyu ihre erste Hochblüte erlebte.
Während der Zeit der britischen Herrschaft gehörte das Gebiet der heutigen Magwe-Division zu Ober-Birma. Bis um das Jahr 1940 trug die Division den Namen Minbu-Division nach der gleichnamigen Stadt unweit von Magwe. In den 1960er-Jahren wurde vorübergehend Yenangyaung Hauptstadt der Magwe-Division.